# Championnat de Saint-Christophe-et-Niévès de football 2013-2014
Navigation
Saison précédente Saison suivante
La saison 2013-2014 du Championnat de Saint-Christophe-et-Niévès de football est la cinquante-et-unième édition de la Premier League, le championnat de première division à Saint-Christophe-et-Niévès. Les dix formations de l'élite sont réunies au sein d'une poule unique où elles s'affrontent trois fois au cours de la saison. À l'issue du championnat, les quatre premiers se qualifient pour la phase finale tandis que le dernier est relégué et l'avant-dernier doit passer par un barrage de promotion-relégation. Lors de la phase finale, les quatre clubs qualifiés s'affrontent une fois puis les deux premiers jouent la finale pour le titre, en deux matchs gagnants. 
C'est le club de St. Paul's United FC qui remporte la compétition cette saison après avoir battu Village Superstars lors de la finale nationale. Il s’agit du troisième titre de champion de Saint-Christophe-et-Niévès de l'histoire du club.

## Les clubs participants
- Village Superstars
- Garden Hotspurs
- Mantab FC
- Caribbean Stars Conaree FC
- St Peter's FC
- Newtown United
- St. Paul's United FC
- KFC Challengers United - Promu de Second Division
- SPD United FC
- Strikers FC

## Compétition
Le barème de points servant à établir le classement se décompose ainsi :
- Victoire : 3 points
- Match nul : 1 point
- Défaite : 0 point

### Phase régulière
| Rang | Équipe                      | Pts | J  | G  | N | P  | Bp | Bc  | Diff |
| ---- | --------------------------- | --- | -- | -- | - | -- | -- | --- | ---- |
| 1    | Village Superstars          | 57  | 27 | 17 | 6 | 4  | 54 | 21  | +33  |
| 2    | St. Paul's United FC        | 54  | 27 | 16 | 6 | 5  | 49 | 23  | +26  |
| 3    | Garden Hotspurs FC          | 52  | 27 | 15 | 7 | 5  | 52 | 18  | +34  |
| 4    | St Peter's FC               | 51  | 27 | 15 | 6 | 6  | 61 | 29  | +32  |
| 5    | Newtown UnitedC             | 47  | 27 | 14 | 5 | 8  | 45 | 33  | +12  |
| 6    | Caribbean Stars Conaree FCT | 45  | 27 | 13 | 6 | 8  | 46 | 24  | +22  |
| 7    | Mantab FC                   | 32  | 27 | 9  | 5 | 13 | 43 | 50  | -7   |
| 8    | SPD United                  | 24  | 27 | 6  | 6 | 15 | 28 | 51  | -23  |
| 9    | Strikers FC                 | 9   | 27 | 1  | 6 | 20 | 16 | 69  | -53  |
| 10   | KFC Challengers UnitedP     | 6   | 27 | 1  | 3 | 23 | 26 | 102 | -76  |

|  | Qualification pour la phase finale                                                   |
|  | Participation au barrage de promotion-relégation                                     |
|  | Relégation directe en Second Division                                                |
|  | T : Tenant du titre C : Vainqueur de la Coupe nationale P : Promu de Second Division |

### Phase finale
| Rang | Équipe               | Pts | J | G | N | P | Bp | Bc | Diff |  | Résultats (▼ dom., ► ext.) | Vil | SPa | Gar | SPe |
| ---- | -------------------- | --- | - | - | - | - | -- | -- | ---- |  | -------------------------- | --- | --- | --- | --- |
| 1    | Village Superstars   | 9   | 3 | 3 | 0 | 0 | 6  | 1  | +5   |  | Village Superstars         |     | 2-0 | 2-1 | 2-0 |
| 2    | St. Paul's United FC | 4   | 3 | 1 | 1 | 1 | 2  | 2  | 0    |  | St. Paul's United FC       |     |     | 0-0 | 2-0 |
| 3    | Garden Hotspurs FC   | 2   | 3 | 0 | 2 | 1 | 1  | 2  | -1   |  | Garden Hotspurs FC         |     |     |     | 0-0 |
| 4    | St Peter's FC        | 1   | 3 | 0 | 1 | 2 | 0  | 4  | -4   |  | St Peter's FC              |     |     |     |     |

|  | Qualification pour la finale |

### Finale nationale
La finale se joue en deux rencontres gagnantes. Les rencontres se disputent au Warner Park de Basseterre.
| Équipe 1             | Résultat | Équipe 2             |
| -------------------- | -------- | -------------------- |
| Village Superstars   | 1 - 2    | St. Paul's United FC |
| St. Paul's United FC | 2 - 1    | Village Superstars   |

- St. Paul's United FC remporte la série deux victoires à zéro et est sacré champion.

### Barrage de promotion-relégation
Le 9e de Super League, Strikers FC, affronte le vice-champion de Second Division, Trafalgar Southstars FC, sur un match unique.
Le résultat n'est pas connu mais il s'avère que les deux formations se maintiennent au sein de leur championnat respectif.

## Bilan de la saison
| Championnat de Saint-Christophe-et-Niévès de football 2013-2014 |                                 |
| Champion                                                        | St. Paul's United FC (3e titre) |
| Coupes et trophées                                              |                                 |
| Vainqueur de la Coupe de Saint-Christophe-et-Niévès 2013-2014   | Newtown United                  |
| Qualifications continentales                                    |                                 |
| CFU Club Championship 2015                                      | Aucun                           |
| Promotions et relégations                                       |                                 |
| Promus en Premier League                                        | Cayon Rockets                   |
| Relégués en Second Division                                     | KFC Challengers United          |